# Tarbagataï (raïon de Tarbagataï)
Tarbagataï (en russe : Тарбагата́й, en bouriate : Тарбагатай, Tarbagataï) est un village, centre administratif de la commune rurale de Tarbagataï et du raïon de Tarbagataï de Bouriatie, en Russie. Sa population s'élevait à 4 250 habitants au recensement de 2021.

## Géographie
Le village de Tarbagataï se situe en Bouriatie, une république de Russie située en Transbaïkalie, région de Sibérie orientale à l'est du lac Baïkal. Il fait partie du district fédéral extrême-oriental. Centre administratif du raïon de Tarbagataï, un raïon de la république, il est aussi le centre administratif du l'établissement rural de Tarbagataï, une municipalité du raïon,.
Le fuseau horaire du village est MSK+5 (heure d'Irkoutsk). Le décalage horaire appliqué par rapport au temps universel coordonné est +09:00.
Géographiquement, il se trouve sur les rives de la rivière Kouïtounka, un affluent de rive droite de la Selenga, elle-même affluent de la Selenga. Elle se trouve dans une région de montagnes et de steppes entrecoupée de vallées, le tout recouvert de forêts de pins.

## Histoire
La fondation du village n'est pas connue, mais lorsque l'archiprêtre Avvakoum a navigué sur la Selenga en direction de la Daourie à la fin du XVIIIe siècle durant son exil, le village existait déjà sous le nom de Pargabentei. En 1744, une église orthodoxe est construite , celle de Zossimo-Savvateïevskaïa.
Lorsque la République des Deux Nations est affaiblie au cours du XVIIIe siècle face notamment à l'Empire russe, 40 000 personnes de Vetka et sa région sont déplacés dans les années 1750 vers la Sibérie orientale et la Transbaïkalie. Parmi eux se trouvent des vieux croyants, qui arrivent à Irkoutsk en 1756, mais qui repartent dès janvier suivant vers la Transbaïkalie. Une nouvelle vague d'exilés arrive en 1765, et les vieux croyants arrivant en Transbaïkalie choisissent alors de s'installer dans des villages non-loin de Verkhnéoudinsk, comme à Tarbagataï, ce qui forma la communauté de vieux croyants du village.

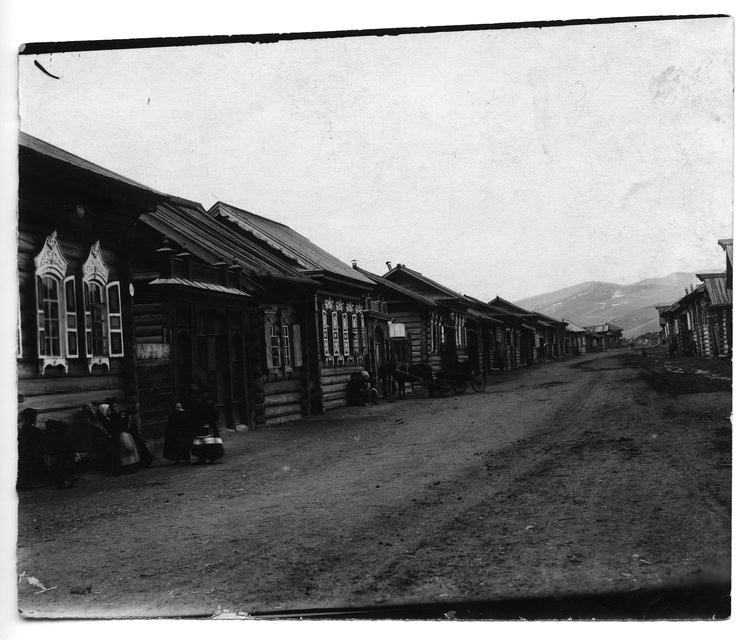
Tarbagataï dans les années 1900.

Les premières foires furent organisées en 1849, et avaient généralement lieues dans la première quinzaine de janvier. S'y échangaient des tissus, produits d'épices, du fer, etc.
Au début du XXe siècle, la localité comptait deux églises orthodoxes, trois anciennces chapelles, une école paroisialle, six forges, une prison et deux moulins (un à vapeur et un à eau).
Au cours de la guerre civile russe la population s'est rangée du côté des Armées rouges. Le bataille du mont Omoulevaïa le 1er janvier 1920 sur les hauteurs du village vit les Armées blanches repoussées par les Gardes rouges et les partisans du village.
Le village est candidat à l'association des Plus Beaux Villages de Russie.

## Démographie
Recensements (*) et estimations de la population:
| 1959* | 1989* | 2002* | 2010* |
| ----- | ----- | ----- | ----- |
| 2 989 | 4 618 | 4 246 | 4 308 |

| 2021* | - | - | - |
| ----- | - | - | - |
| 4 250 | - | - | - |

## Transports
Le village est desservi par la route fédérale R258 reliant la capitale régionale Oulan-Oudé à Tchita, qui fait partie de la route transsibérienne. La route régionale d'Oulan-Oudé à Okino-Klioutchi traverse aussi la localité.

## Culture locale et patrimoine

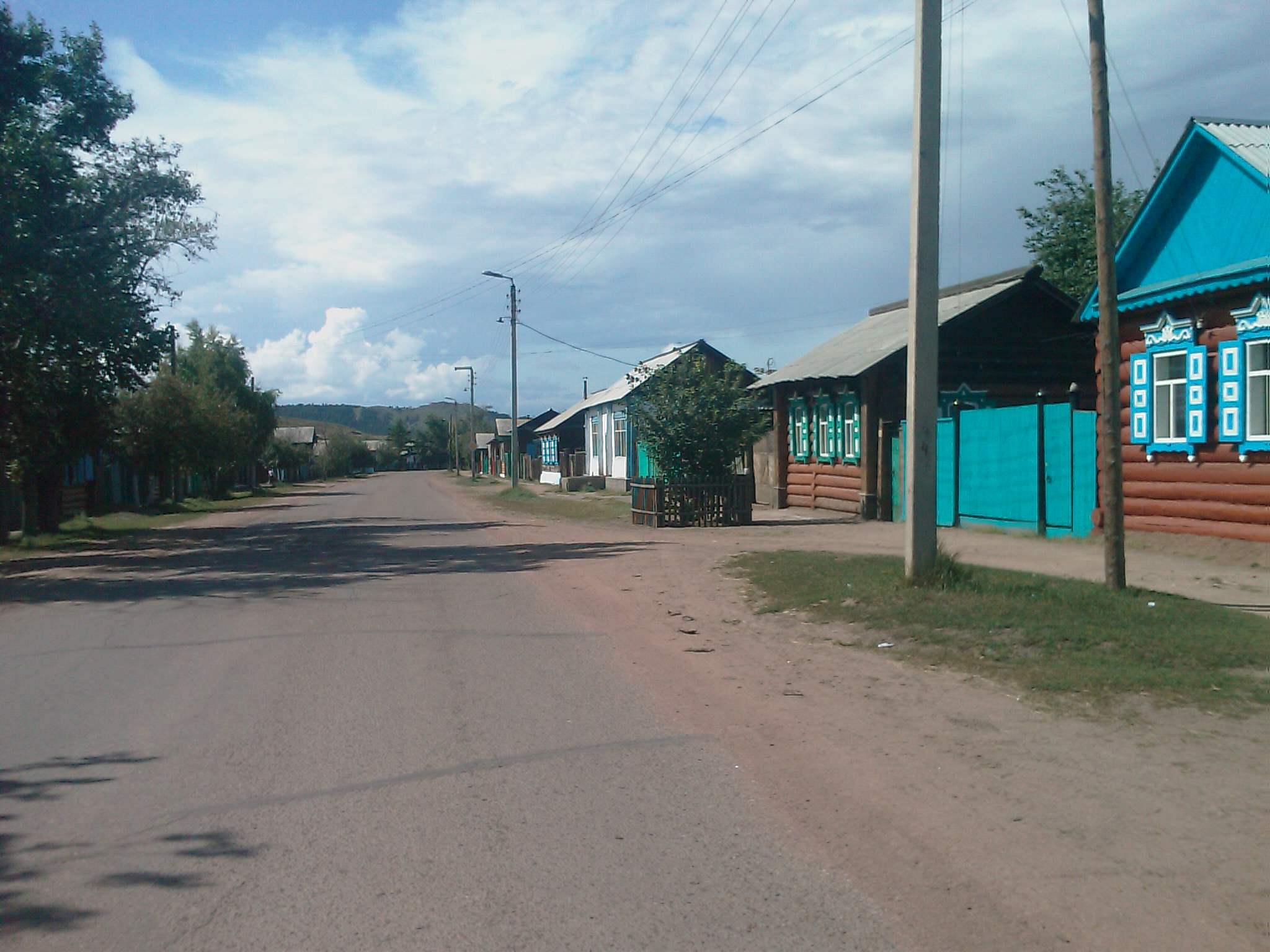
Isbas traditionnels dans une rue du village.

Le village abrite une communauté d'orthodoxes vieux-croyants, les Semeiskie. Leur espace culturel et leur culture orale ont été inscrit en 2008 par l'UNESCO sur la liste représentative du patrimoine culturel immatériel de l’humanité,. La culture des Semeiskie se reflète dans les vêtements, les bijoux en perles, et les maisons en rondins (isbas) richement décorés et colorés, avec la tradition de peindre les murs.